# ꞕ
ꞕ, appelé h crochet palatal, est une lettre latine qui était utilisée dans l'alphabet phonétique international, rendu obsolète en 1989, lors de la convention de Kiel.

## Utilisation
En dialectologie lituanienne, Aleksas Girdenis utilise le h hameçon palatal dans Kalbotyros darbai (Études linguistiques) publié en 2001, se basant sur la transcription utilisée par Georg Gerullis dans Litauische Dialektstudien (Études des dialectes lituanniens) de 1930. Cependant, Georg Gerullis a plutôt utilisé des lettres avec une queue croisée de la transcription phonétique de la conférence de Copenhague de 1925,  celui-ci aurait donc été un h avec une queue croisée ‹  ›.
Dans l’alphabet phonétique international, la lettre ꞕ était utilisée pour représenter une consonne fricative glottale sourde palatalisée. Après 1989, cette consonne peut être représenter avec [hʲ].

## Représentations informatiques
Le h crochet palatal peut être représenté avec les caractères Unicode suivants : 
- précomposé (Latin étendu D) :

| formes    | représentations | chaînes de caractères | points de code | descriptions                              |
| --------- | --------------- | --------------------- | -------------- | ----------------------------------------- |
| minuscule | ꞕ               | ꞕ                     | U+A795         | lettre minuscule latine h crochet palatal |

- décomposé et normalisé NFD (Latin de base, diacritiques) :

| formes    | représentations | chaînes de caractères | points de code | descriptions                                          |
| --------- | --------------- | --------------------- | -------------- | ----------------------------------------------------- |
| minuscule | h̡               | h◌̡                    | U+0078 U+0321  | lettre minuscule latine h diacritique crochet palatal |